# کورلا (داغستان)
کورلا (به لاتین: Kurla) یک منطقهٔ مسکونی در روسیه است که در شهرستان لاکسکی واقع شده‌است.